# Dendronotus
Dendronotus — рід голозябрових молюсків родини Dendronotidae.

## Опис
Молюски завдовжки 3,5-10 см, але найбільший вид Dendronotus iris може виростати до 30 см. Dendronotus має видовжене, широке тіло, з 4-8 парами розгалужених церат на нотумі. Тварини цього роду мають очевидну ротову вуаль з 2–5 придатками. Ці придатки можуть бути розгалуженими. Навколо рота є менші нерозгалужені придатки. Ринофори оточені оболонкою, а сама оболонка має розгалужені придатки. Збоку біля основи кожного ринофора є великий придаток. Анальний отвір знаходиться між першим і другим набором спинних церат з правого боку тіла.
Представники роду живляться гідроїдами.

## Види
- Dendronotus albopunctatus Robilliard, 1972
- Dendronotus albus MacFarland, 1966
- Dendronotus arcticus Korshunova, Sanamyan, Zimina, Fletcher & Martynov, 2016
- Dendronotus bathyvela Martynov, Fujiwara, Tsuchida, R. Nakano, N. Sanamyan, K. Sanamyan, Fletcher & Korshunova, 2020
- Dendronotus claguei Valdés, Lundsten & N. G. Wilson, 2018
- Dendronotus comteti Valdés & Bouchet, 1998
- Dendronotus dalli Bergh, 1879
- Dendronotus elegans A. E. Verrill, 1880
- Dendronotus europaeus Korshunova, Martynov, Bakken & Picton, 2017
- Dendronotus frondosus (Ascanius, 1774)
- Dendronotus gracilis Baba, 1949
- Dendronotus iris J.G. Cooper, 1863
- Dendronotus jamsteci Martynov, Fujiwara, Tsuchida, R. Nakano, N. Sanamyan, K. Sanamyan, Fletcher & Korshunova, 2020
- Dendronotus kalikal Ekimova, Korshunova, Schepetov, Neretina, Sanamyan & Martynov, 2015
- Dendronotus kamchaticus Ekimova, Korshunova, Schepetov, Neretina, Sanamyan & Martynov, 2015
- Dendronotus lacteus (W. Thompson, 1840)
- Dendronotus nordenskioeldi Korshunova, Bakken, Grøtan, Johnson, Lundin & Martynov, 2020
- Dendronotus patricki Stout, N. G. Wilson & Valdés, 2011
- Dendronotus primorjensis Martynov, Sanamyan & Korshunova, 2015
- Dendronotus robilliardi Korshunova, Sanamyan, Zimina, Fletcher & Martynov, 2016
- Dendronotus robustus Verrill, 1870
- Dendronotus rufus O'Donoghue, 1921
- Dendronotus subramosus MacFarland, 1966
- Dendronotus velifer G. O. Sars, 1878
- Dendronotus venustus MacFarland, 1966
- Dendronotus yrjargul Korshunova, Bakken, Grøtan, Johnson, Lundin & Martynov, 2020
- Dendronotus zakuro Martynov, Fujiwara, Tsuchida, R. Nakano, N. Sanamyan, K. Sanamyan, Fletcher & Korshunova, 2020